# Індик малий
Індик малий, індик плямистий (лат. Meleagris ocellata) — птах Нового світу з роду індиків, родини фазанових ряду куроподібних. Дещо менший, ніж індик дикий, вид, що живе в Центральній Америці.

## Зовнішній вигляд

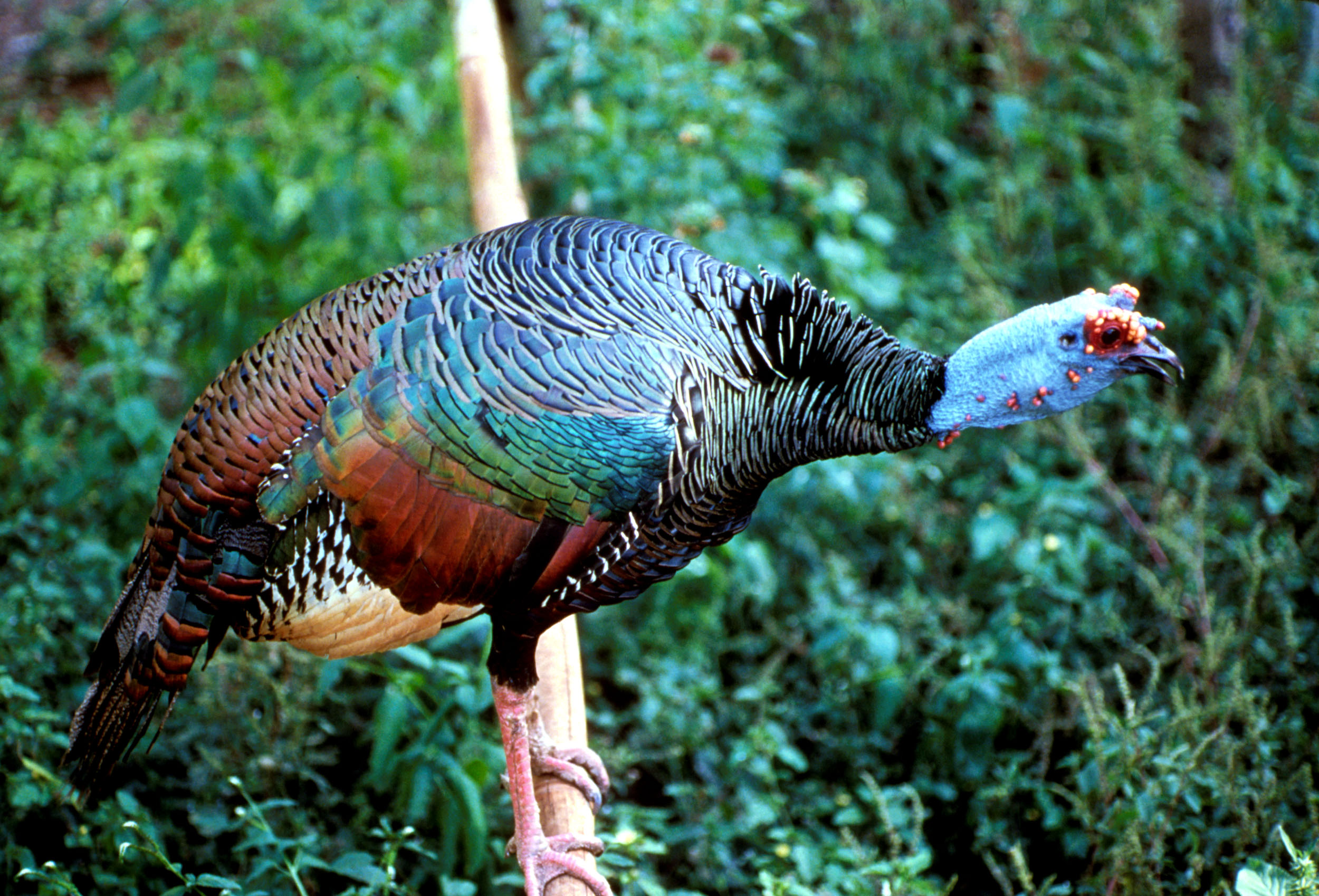
Плямистого індика не випадково порівнюють з павичем

Відрізняється яскравим кольором пір'я. Шия, верхня частина спини і нижня сторона зелені; нижня частина спини й надхвістя блакитні з зеленим полиском; все пір'я з золотисто-зеленою облямівкою.
Верхнє криюче пір'я хвоста з яскравим зелено-блакитними окоподібними плямами; махове пір'я з білими смужками, рульові червонувато-сірі.

Шкіра голови та шиї голі, блакитні з червоними «бородавками». Ноги червоні, довші й тонші, ніж у північноамериканських індиків.

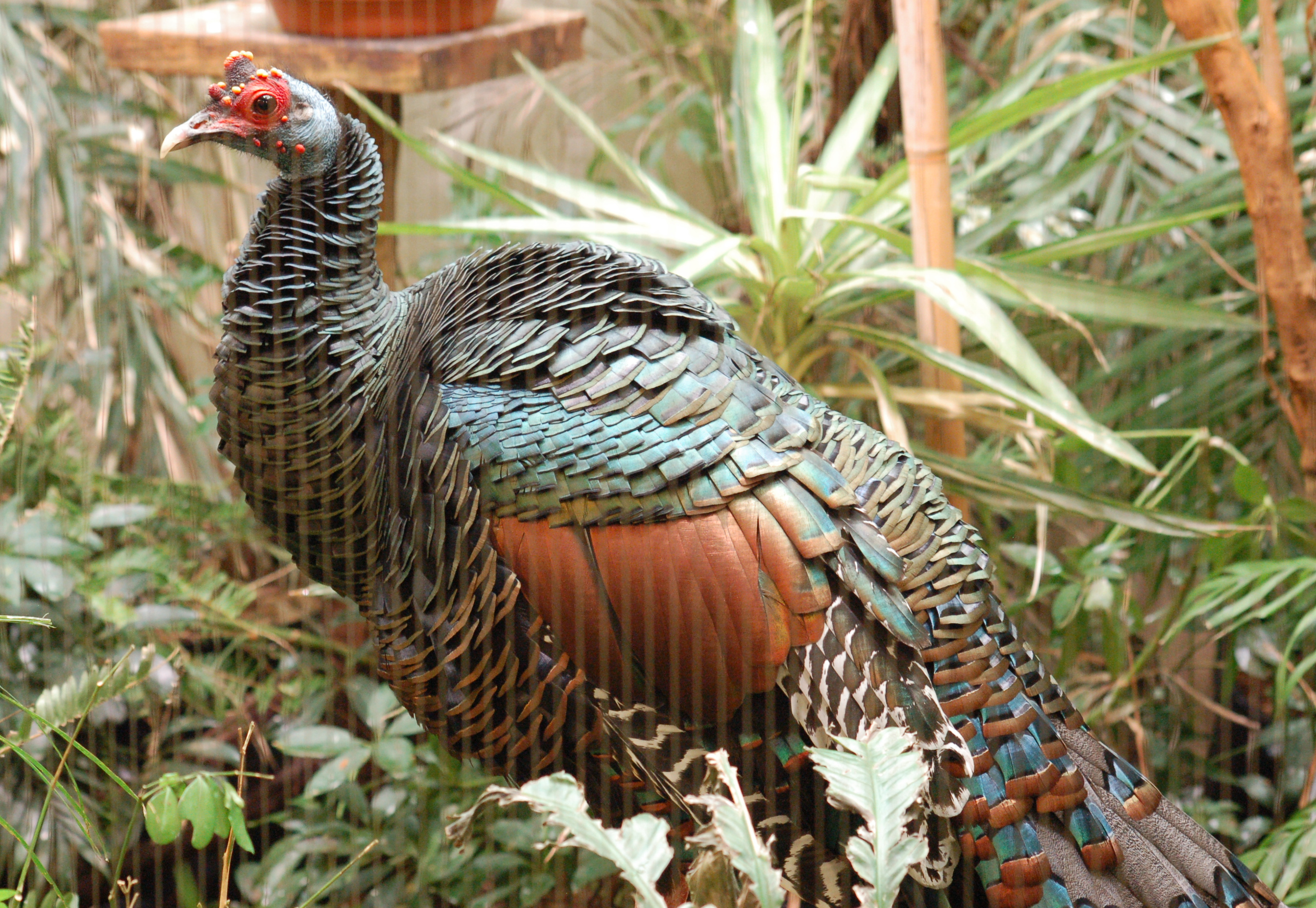
Плямистий індик в Національному пташиному вольєрі

### Розміри
- Довжина: 70—122 см
- Вага тіла самця приблизно 5 кг, самки приблизно 3 кг.

### Розмноження
Самка відкладає від 8 до 15 яєць, які висиджують 28 днів. Молодняк залишає гніздо через одну ніч (гніздові птахи).

## Промислове значення
Малий індик є, подібно до великого індика, об'єктом полювання.
Міжнародний союз охорони природи (IUCN) вважає індика-павича видом, що знаходиться під загрозою зникнення. Тенденція до зниження чисельності населення. Основними загрозами для виду є полювання, втрата та деградація середовища проживання.